# Gigantochernes
Genre
Gigantochernes est un genre de pseudoscorpions de la famille des Chernetidae.

## Distribution
Les espèces de ce genre se rencontrent en Amérique du Sud.

## Liste des espèces
Selon Pseudoscorpions of the World (version 3.0) :
- Gigantochernes franzi Vitali-di Castri, 1972
- Gigantochernes hoffi Vitali-di Castri, 1972
- Gigantochernes rudis (Balzan, 1887)

## Publication originale
- Beier, 1932 : Pseudoscorpionidea II. Subord. C. Cheliferinea. Tierreich, vol. 58, p. 1-294.